# Tropiocolotes somalicus
Tropiocolotes somalicus (карликовий гекон Паркера) — вид геконоподібних ящірок родини геконових (Gekkonidae). Мешкає у Північно-Східній Африці.

## Поширення і екологія
Карликові гекони Паркера мешкають на крайньому північному заході Сомалі, в регіонах Авдал і Вокуй-Гальбід, в прибережних районах Джибуті, а також на еритрейських островах Діссей і Дахлак в архіпелазі Дахлак в Червоному морі. Вони живуть в піщаних пустелях. Зустрічаються на висоті до 1000 м над рівнем моря.